# Negrași
Negrași là một xã thuộc hạt Argeș, România. Dân số thời điểm năm 2002 là 2848 người.